# Cupra Marittima
Cupra Marittima (Marà o Cóprë in dialetto cuprense, Marano fino al 18 dicembre 1862) è un comune italiano di 5 351 abitanti della provincia di Ascoli Piceno nelle Marche.

## Geografia fisica
Cupra Marittima appartiene al comprensorio della Riviera delle Palme del basso litorale marchigiano.
Principalmente nota come località turistica balneare in continuo sviluppo, ha ricevuto a partire dal 1997 numerosi riconoscimenti tra cui la Bandiera Blu Europea per la pulizia del suo mare (l'ultimo riconoscimento è per l'anno 2023).
Alle spalle della marina (il paese propriamente detto) si trovano tre colline: Sant'Andrea con l'omonima rocca, Marano con l'incasato medievale e Boccabianca.
Il comune confina a nord con Massignano, a sud con Grottammare, a ovest con Ripatransone, a est è bagnato dal mar Adriatico.
Oltre Grottammare si trova San Benedetto del Tronto, il principale centro della Riviera delle Palme. Con tale città, Cupra ha uno storico legame culturale, la storia di San Benedetto (IV secolo).

## Origini del nome
Il toponimo originario del borgo era Marano. Cupra era invece il nome di una colonia romana e il suo nome deriva dalla "Dea Cupra", divinità picena diventata poi oggetto di adorazione dagli stessi Romani, come testimonia l'altare dedicato alla dea al centro dell'antico foro.

## Storia
Il vecchio incasato medievale di Marano posto sull'altura costituisce il nucleo principale del paese, mentre è nella seconda metà dell'Ottocento che, più in basso, prende forma il borgo marinaro; si evidenziano inoltre realtà archeologiche che rimandano ad una frequentazione preistorica sul territorio; ma è con la civiltà picena (VIII-II secolo a.C.) che gli insediamenti umani si fanno più intensi, come testimoniano le numerose necropoli in contrada Castelletta, ricche di corredi tombali.
Sconfitti i Piceni (268 a.C.), Cupra Marittima divenne una colonia romana e l'ager cuprensis venne identificato con la Regio V Picenum famosa per la produzione di olio, olive e commercio marittimo con un suo grande porto situato verso la zona nord dell'attuale paese. In tale zona sorgevano dei magazzini, sono venuti alla luce gli ormeggi di navi e anfore che servivano per il trasporto del grano e dell'olio. Con la caduta dell'Impero romano d'Occidente, i barbari irruppero: Cupra fu saccheggiata molte volte e subì la dominazione di Bizantini, Longobardi e Franchi, finché nel IX secolo i Mori la distrussero. I cuprensi si ritirarono sulle alture dando vita a Castrum Maranum (il nucleo difensivo più forte), a Castel Sant'Andrea e a Castel Boccabianca.
Nel 1076 Marano divenne libero comune sotto la protezione della vicina Fermo alla quale doveva versare le tasse: un bue e una scrofa ogni anno. Sono di questo periodo i monumenti più significativi quali la chiesa romanica di Chiesa di Santa Maria in Castello (edificata prima del 1200), il Palazzo Brancadoro-Sforza (del 1444), le mura di cinta e le torri costruite dal 1100. È in questo periodo che tra i documenti storici si trovano tracce sui rapporti commerciali dei naviganti di Marano e dei pescatori di Sant'Andrea, con Venezia, Chioggia, Sebenico, Durazzo ecc.. Nonostante l'attività, la marina non fu abitata per tutto il Medioevo, poiché marinai e pescatori avevano le proprie abitazioni al borgo del paese alto. Gli anni e i secoli a seguire non incideranno in modo significativo su quello che era già il profilo marinaro e commerciale del paese, ma a partire dalla seconda metà del XIX secolo, con la nascita e lo sviluppo del nucleo originale del borgo Marina, arrivano l'illuminazione pubblica e la ferrovia, si ripristina l'antico nome di Cupra Marittima, e la residenza del comune passa dal Paese alto alla Marina. Significativa è la Piazza della Libertà, che conserva ancora fedelmente l'assetto che le conferì alla fine dell'Ottocento l'architetto Vespignani, con l'imponente scalinata ad ovest, in funzione di contrafforte della sovrastante chiesa dedicata ai Santi Basso e Margherita. Grazie al progetto del Sacconi è stata invece realizzata l'elegante torretta dell'orologio che campeggia sul palazzo comunale.
Arriviamo agli inizi del Novecento, quando il lungomare si popola di tipici villini in stile Liberty e di un moderno stabilimento bagni per accogliere i primi turisti: erano i primi passi dell'economia turistica con un incremento occupazionale non solo per i pescatori, ma anche per i commercianti (fabbriche di liquori, ghiaccio, mattoni e mattonelle ecc.) e piccole industrie locali come quella dei bachi da seta. Tale incremento viene frenato e in parte interrotto dalle due guerre mondiali, ma il paese tornerà a rifiorire nei periodi successivi.

## Monumenti e luoghi d'interesse
Luoghi di notevole interesse storico-archeologico sono: il museo archeologico del territorio con le sezioni preistorica, picena e romana; sulla Strada statale 16 Adriatica si trova la villa romana con ninfeo ed ambienti termali e di spremitura del I secolo d.C. illustranti attività di pesca e di vita marinara. Ed ancora all'altezza di Villa Cellini ci si inoltra nella verdeggiante collina e se si procede verso nord si incontra la Pieve di San basso, è una delle testimonianze più ragguardevoli della zona, datata IX secolo d.C. segna ufficialmente il passaggio dalla dimensione pagana (Dea Cupra) all'affermazione del primo culto cristiano (San Basso). Oggi si vedono delle tracce dell'abside in stile romanico con la cripta pressoché intatta e che ha ospitato per parecchio tempo il corpo di San Basso, patrono della città, martirizzato durante le persecuzioni dell'impero di Diocleziano.
Infine proseguendo verso nord si trova il Foro romano che rappresenta il fulcro del parco archeologico che mostra delle emergenze architettoniche di eccezionale spessore, dai due archi attigui del I secolo a.C. alla scalinata del tempio dedicato alla Dea Venere (assimilata alla Dea Cupra) o alla triade capitolina simile a quella di Pompei, che rende Cupra Marittima un autentico gioiello. A sud dell'abitato sulla collina Sant'Andrea si avvistano i ruderi dell'antico Castello di Sant'Andrea recentemente restaurato e valorizzato (visitabile anche di notte) ed è ciò che rimane del borgo medievale del XII secolo e tra i ruderi dell'antica Chiesa di San Gregorio Magno e Sant'Andrea risultano ancora rintracciabili il tessuto cittadino. Dal castello attraverso la cresta collinare inoltrandosi verso ovest e girando verso nord ci si addentra nel borgo medievale di Marano incontrando Villa Grisostomi, la medievale Chiesa di Santa Maria in Castello, il Palazzo Sforza, il Museo archeologico del territorio, la Chiesa dell'Annunziata che custodisce l'artistico presepe permanente di arte spagnola ed una tela con la Madonna del Rosario attribuita a Riccardo Ripanelli.
Otre la Chiesa del Suffragio con la meravigliosa pala della Deposizione si riscende poi alla Marina passando per porta Maggiore per sostare presso la Collegiata di San Basso e ammirare lo straordinario trittico di Vittore Crivelli e la volta interamente dipinta da Giuseppe Pauri negli anni trenta del Novecento. Scendendo si può ammirare la scenografica scalinata costruita dall'architetto Vespignani e si accede poi alla Piazza della Libertà con di fronte il Palazzo del Municipio con la splendida torretta dell'orologio progettata dal Sacconi.
Nel territorio comunale e nella vicina Grottammare,  è stata scoperta anche una necropoli pre-romana (VI - V secolo a.C.) all'interno della quale sono stati rinvenuti vasellame e ornamenti vari di origine ellenica ed etrusca.

### Costruzioni civili e militari
- Castello di Sant’Andrea

Nel corso del XVII secolo il Castello fu semi distrutto a causa di un dissesto idrogeologico. 
Cupra Alta fu definitivamente abbandonata nel corso del XIX secolo. 
Oggi, del castello restano le rovine dei muri perimetrali e la torre maestra, oggetto di ristrutturazioni.

### Aree naturali
- Duna Marittima

Il tratto di spiaggia a nord di Cupra Marittima presenta alcuni aspetti interessanti sulla flora e la vegetazione delle spiagge, per questo motivo viene chiamato Duna Marittima. Tra le specie floristiche più interessanti possono essere citate: Polygonum maritimum, Glaucium flavum, Calystegia soldanella, Euphorbia paralias, Otaanthus maritimus, Limbarda crithmoides, Medicago marina.
- Pineta

Si tratta di un'area protetta dalla Regione Marche (L.R. n. 52 del 30 dicembre 1974) costituita da sabbie marine miste a ghiaia e ciottoli, prospicienti al mare. La vegetazione è costituita da una fitta macchia mediterranea e da Pinus halepensis. I prati aridi sono ricchi di orchidee tra cui alcune specie non comuni come Ophrys holosericea e Ophrys fusca.
- La Lecceta

Sulle colline ad ovest del territorio cuprense e a ridosso del confine con Ripatransone sono presenti alcune formazioni residue a leccio (Quercus ilex) di notevole interesse floristico e fitogeografico. Si tratta di leccete che si collegano a macchie e garighe costituite da mirto (Myrtus communis) e da Erica multiflora che nella regione marchigiana si rinvengono unicamente in questo comprensorio.

## Società

### Evoluzione demografica
Abitanti censiti

### Etnie e minoranze straniere
Secondo i dati ISTAT al 31 dicembre 2009 la popolazione straniera era di 430 persone. Le nazionalità maggiormente rappresentate in base alla loro percentuale sul totale della popolazione residente erano:
- Albania 221 4,10%

## Cultura
Il museo malacologico raccoglie 700 000 esemplari di conchiglie provenienti da tutto il mondo.
Ogni estate a Cupra Marittima si svolge la manifestazione "BarbeCupra", entrata in passato nel guinness dei primati per il barbecue più lungo del mondo.
Nel castello di Marano è visitabile il presepio poliscenico di arte spagnola Paolo Fontana con 19 scene della vita di Gesù.
Dal 1988 è attiva la compagnia teatrale Liberi Teatranti di Severino Trionfante.
Da 36 anni consecutivi si tiene il Concorso di Pittura contemporanea, un evento di rilevanza nazionale che richiama pittori da tutta Italia.

## Economia
Per anni l'economia cuprense si è basata sull'agricoltura e sulla pesca, in particolare di vongole. Negli ultimi decenni queste attività hanno lasciato posto al settore turistico che insieme al settore edilizio hanno conosciuto un grande sviluppo, questi settori con qualche piccola-media industria prevalgono nell'immagine economica di Cupra Marittima.

## Infrastrutture e trasporti
Il territorio cuprense è solcato dalla SS16 e dall'Autostrada Adriatica, nonostante non sia presente alcun casello all'interno dei confini comunali (il più vicino è quello di Grottammare, situato alcuni chilometri più a sud).
A Cupra Marittima è presente l'omonima stazione, sulla ferrovia Adriatica.
La pista ciclabile della Riviera delle Palme attraversa tutto il paese sul lungomare, e continua ininterrotta fino all'estremità sud di San Benedetto del Tronto. La pista fa parte del più esteso progetto denominato Ciclovia Adriatica, un percorso di 1000 km dalla foce del Po alla Puglia.
Si rende necessario il collegamento della pista con le località costiere a nord di Cupra Marittima.

## Amministrazione
| Periodo        | Periodo        | Primo cittadino     | Partito          | Carica  | Note  |
| -------------- | -------------- | ------------------- | ---------------- | ------- | ----- |
| 14 giugno 2004 | 7 giugno 2009  | Giuseppe Torquati   | Lista civica     | Sindaco | [ 9 ] |
| 8 giugno 2009  | 26 maggio 2019 | Domenico D'Annibali | Buongiorno Cupra | Sindaco | [ 9 ] |
| 27 maggio 2019 | in carica      | Alessio Piersimoni  | Sìamo Cupra      | Sindaco | [ 9 ] |

## Sport

### Calcio
La Cuprense 1933 milita, per la stagione 2024-2025, nel girone D del Campionato di Prima Categoria.
La formazione Juniores si è imposta già tre volte nel campionato provinciale di categoria (1994/1995 ,2007/2008 e 2018/2019) piazzandosi al primo posto.
La seconda squadra della cittadina Real Cuprense milita nel campionato di Seconda categoria, dopo aver vinto il Campionato di terza categoria girone di Fermo nella stagione 2018/19, al secondo anno di attività sportiva, dopo un avvincente testa a testa con l’MP United, culminato con una finale spareggio sul campo neutro dell’impianto sportivo “Luca Pelloni” di Porto San Giorgio ai calci di rigore.

## Galleria d'immagini

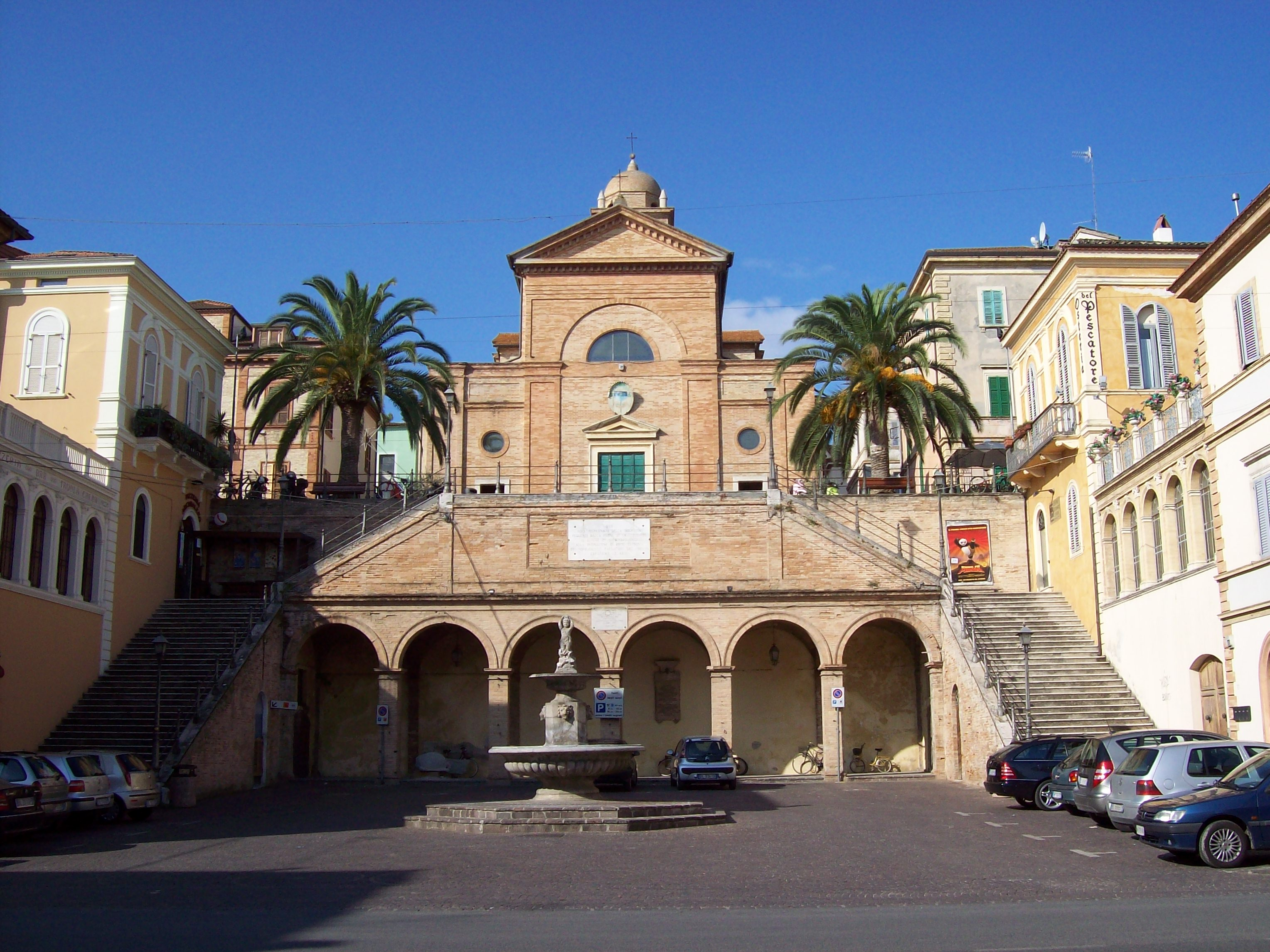
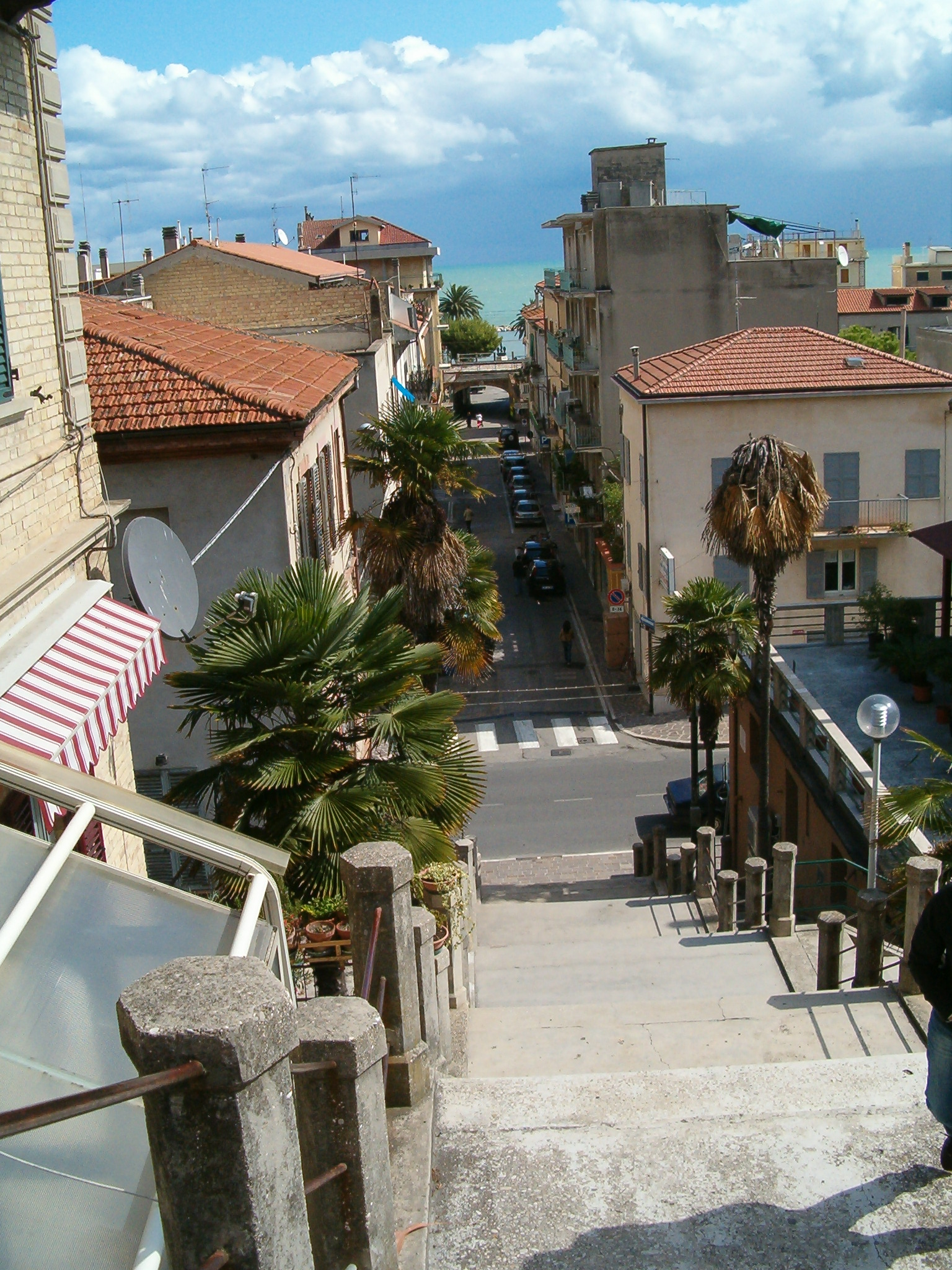
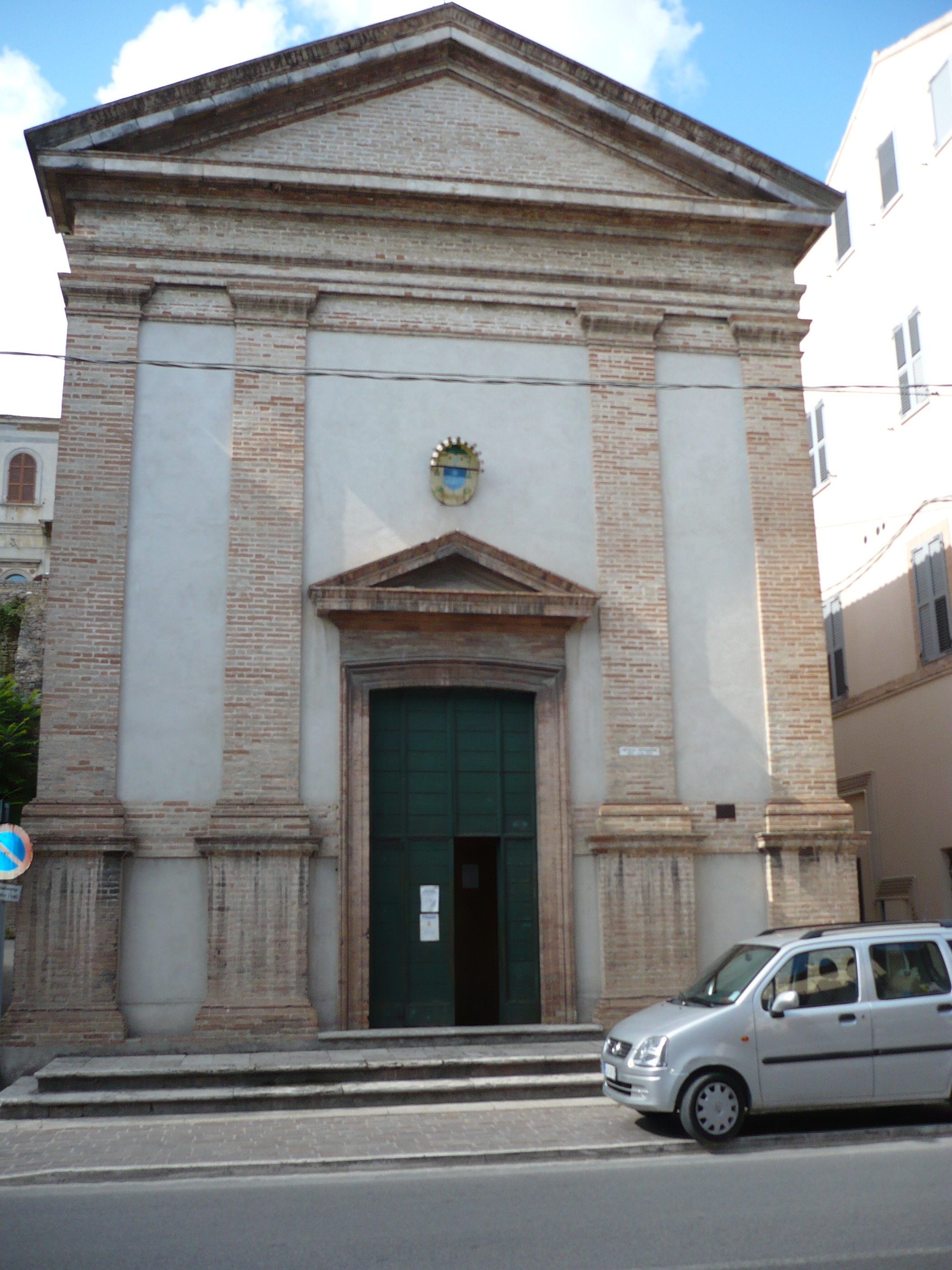
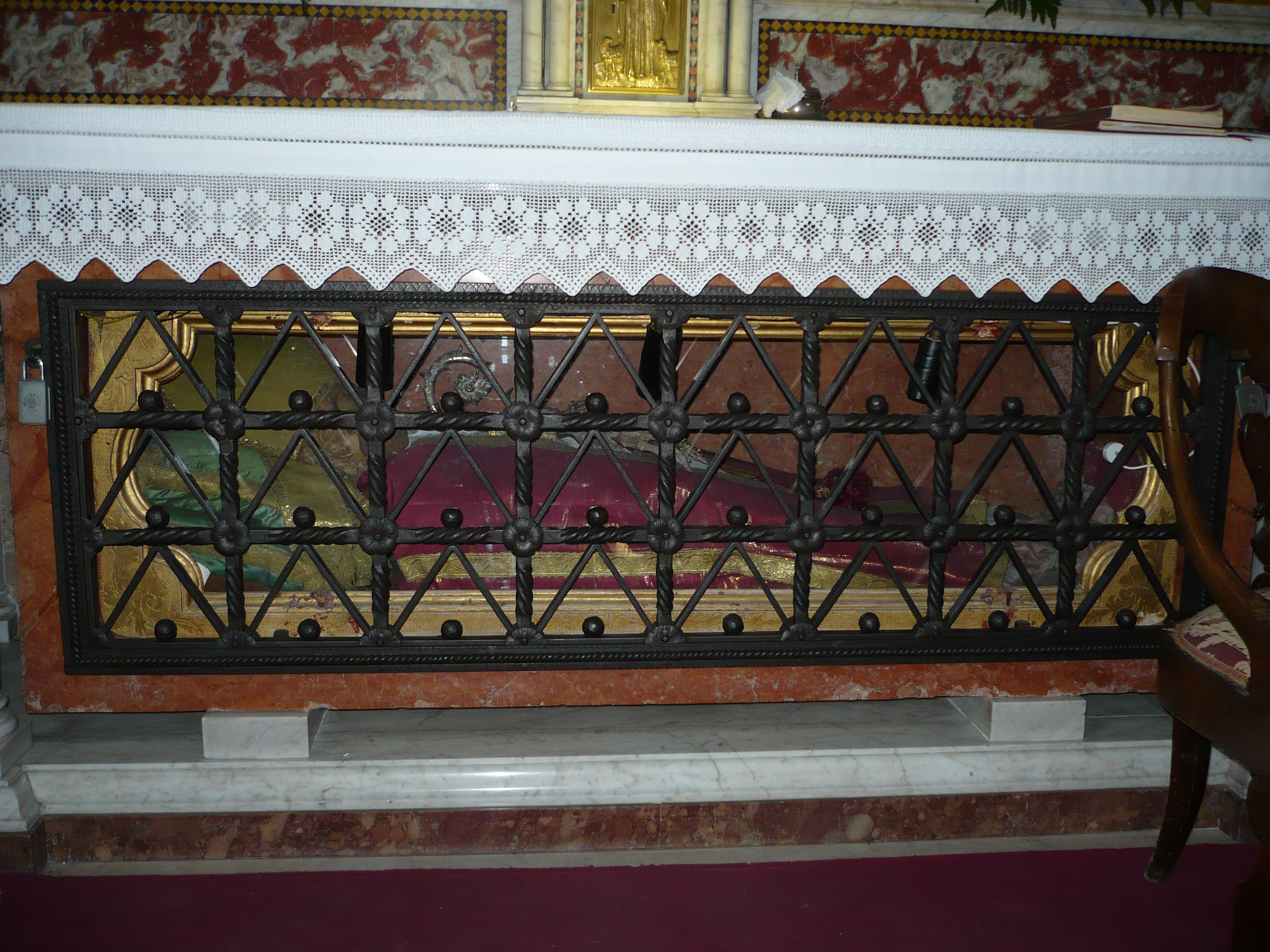
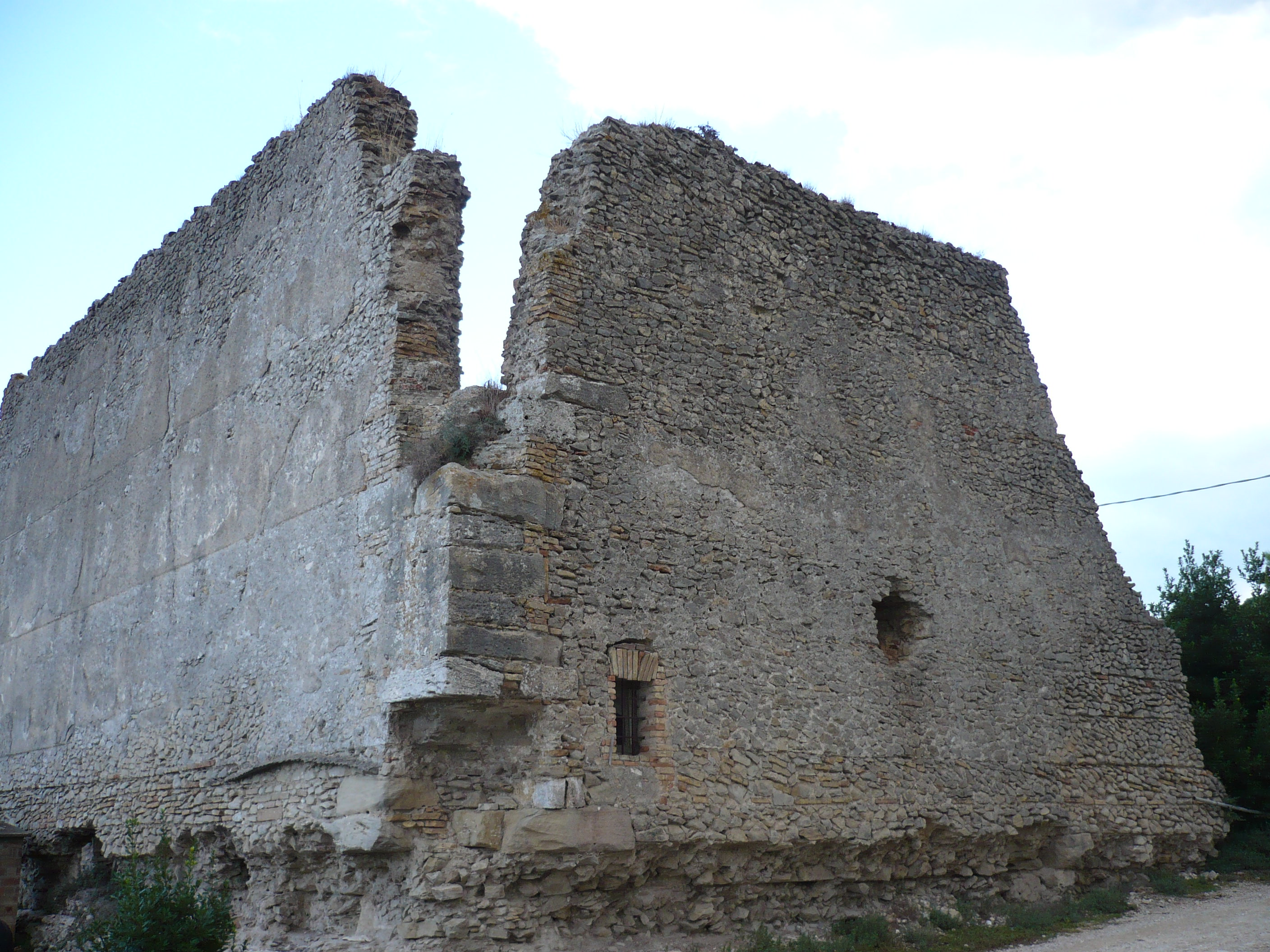
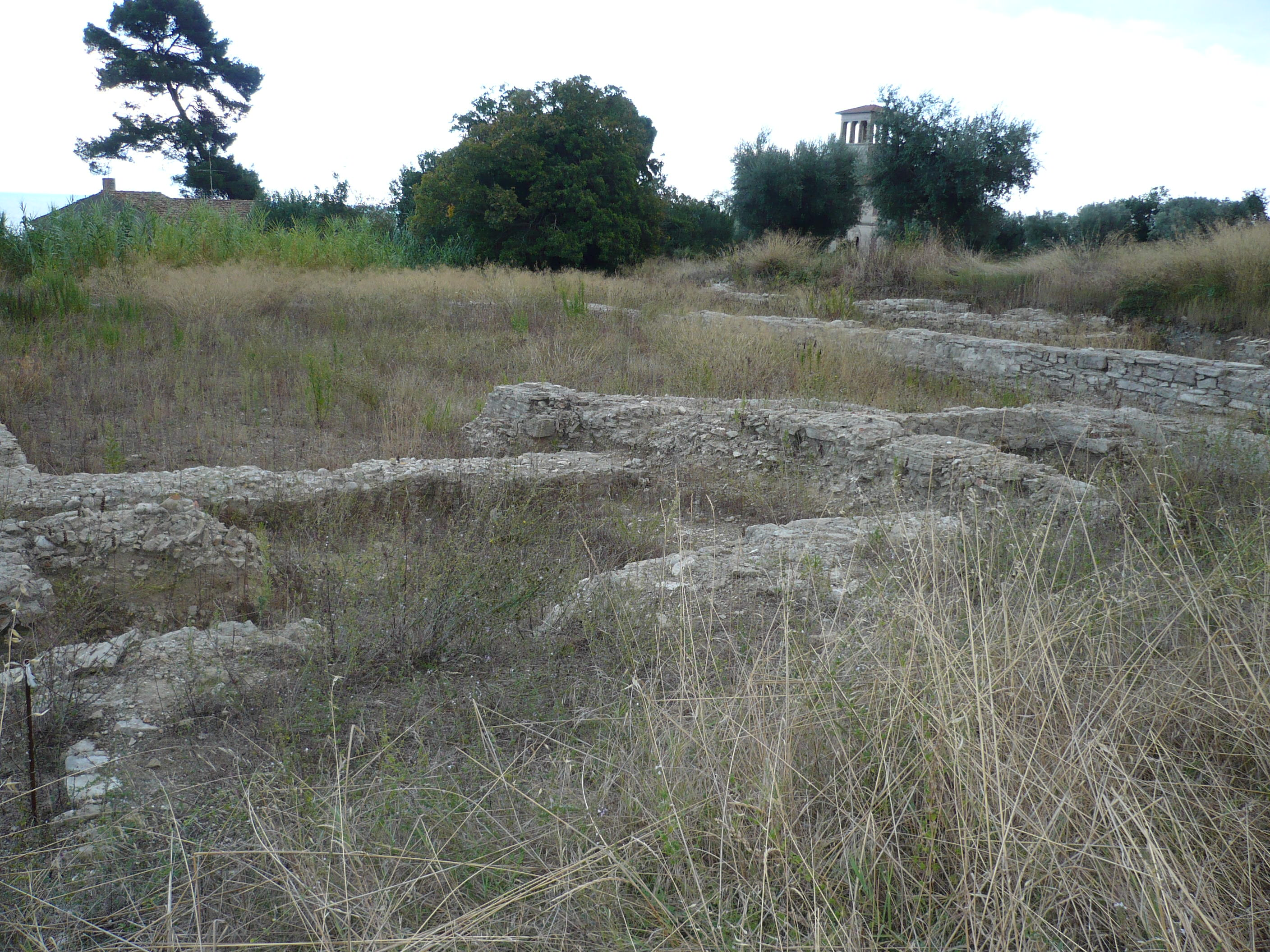
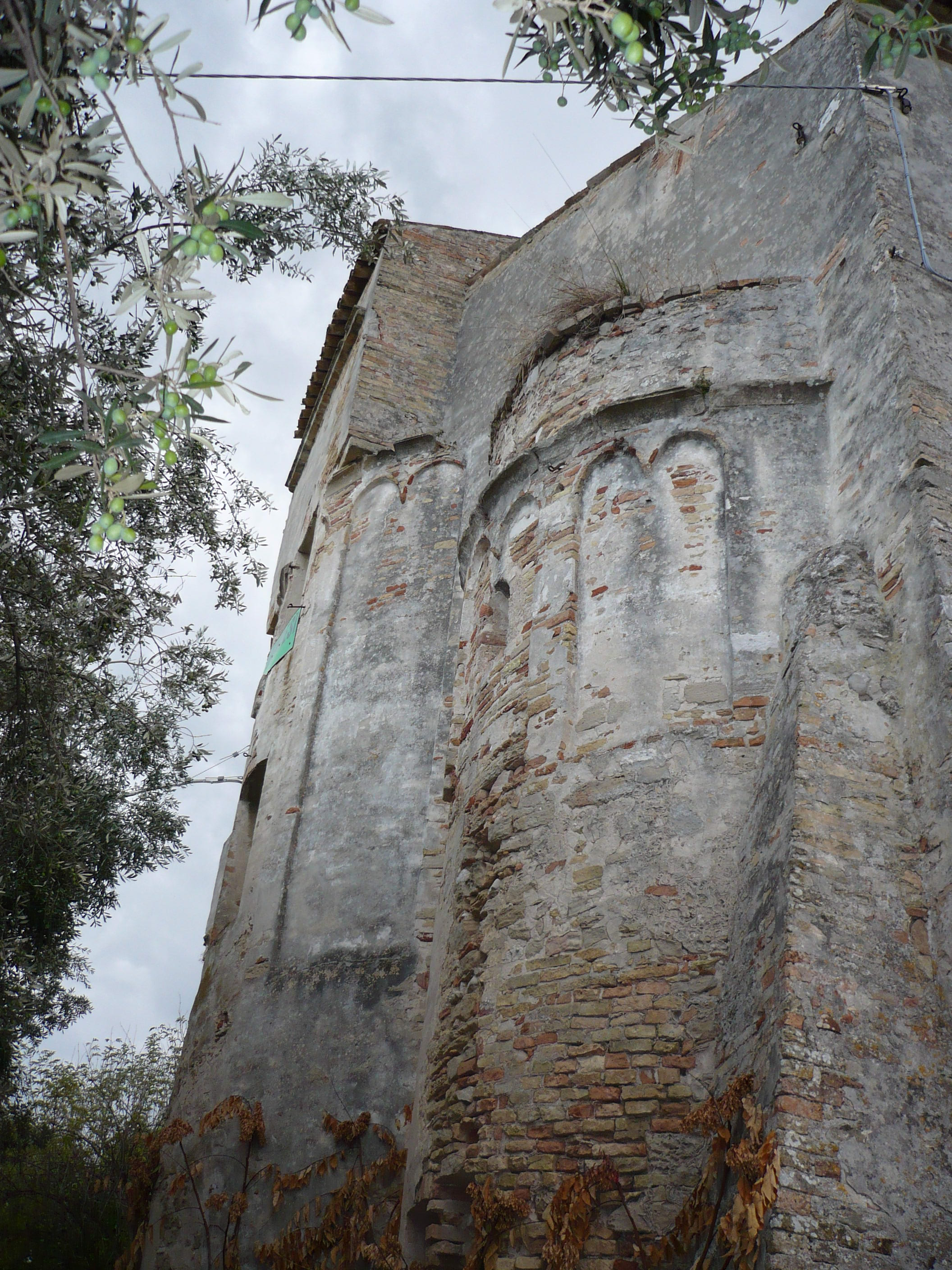
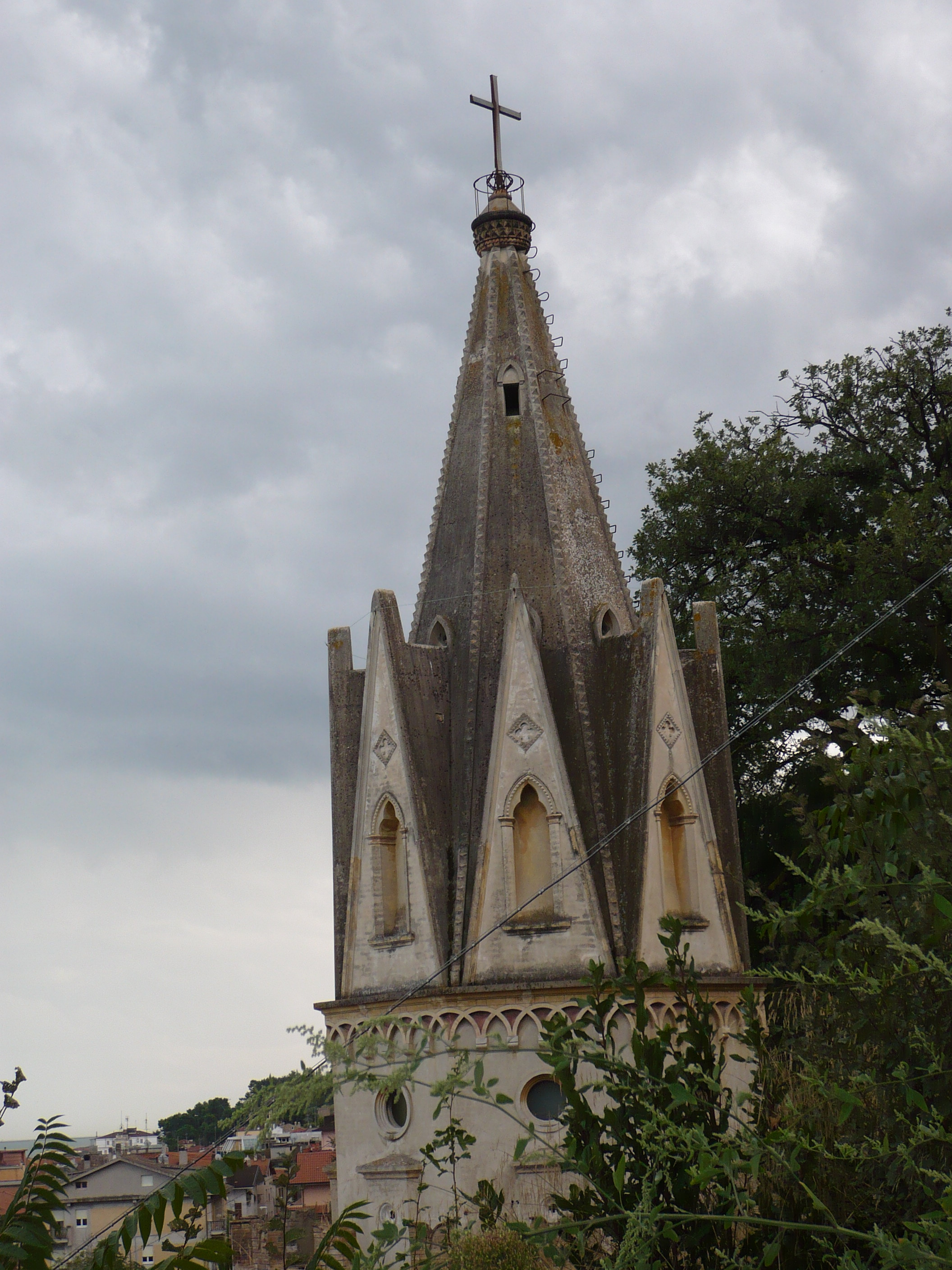
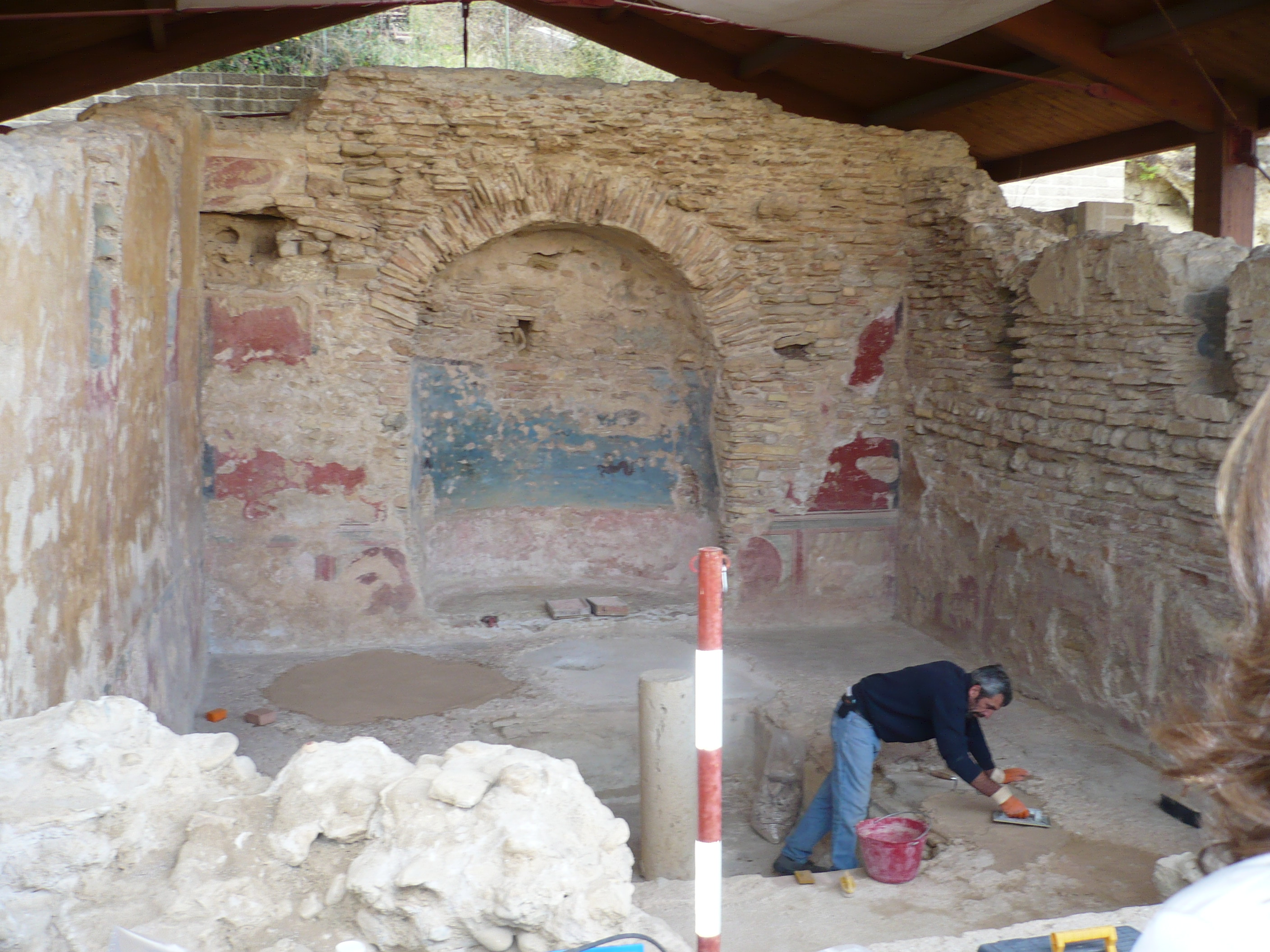
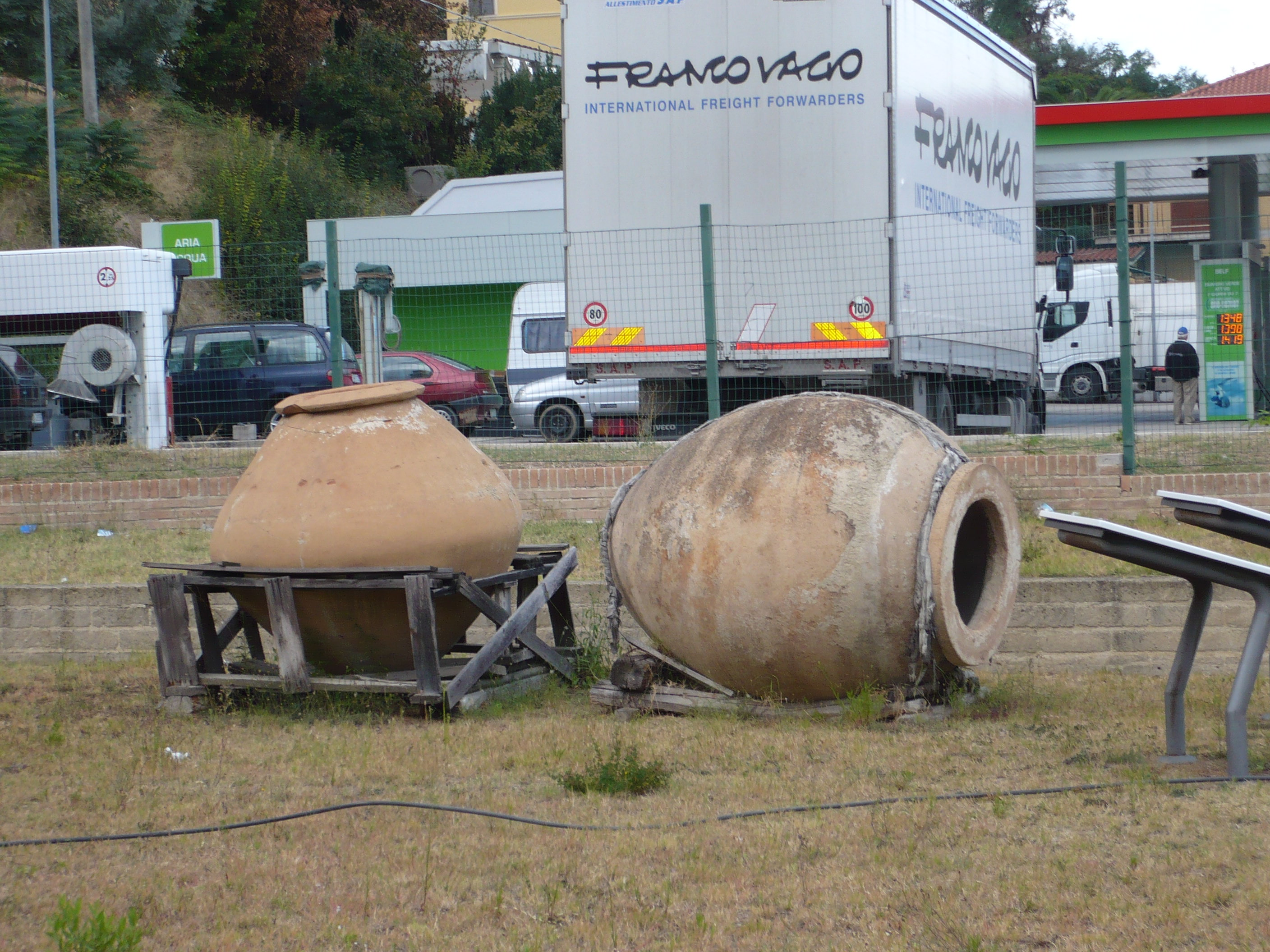
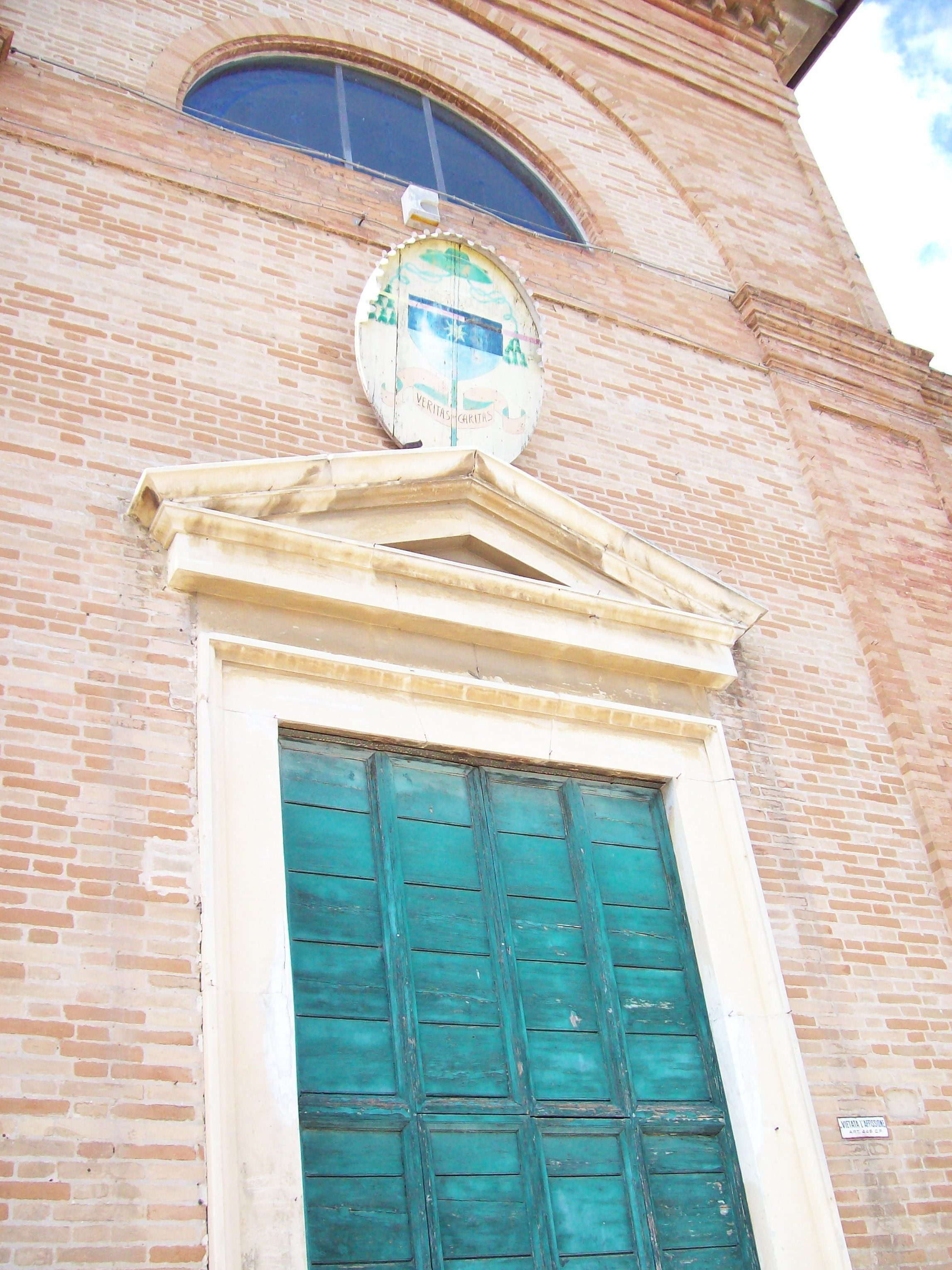
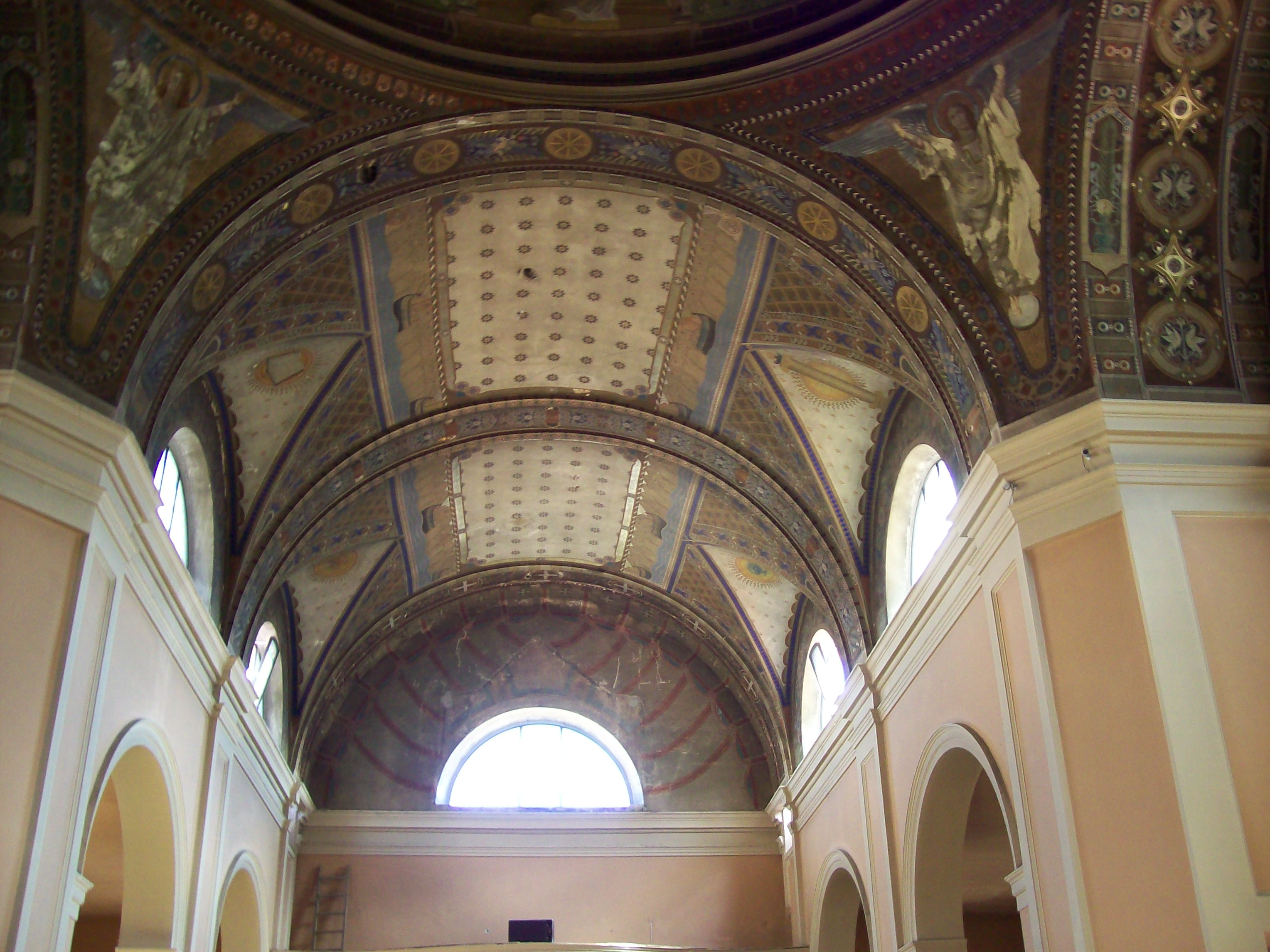